# Riatina brevicauda
Riatina brevicauda är en insektsart som först beskrevs av Lucien Chopard 1925.  Riatina brevicauda ingår i släktet Riatina och familjen syrsor. Inga underarter finns listade i Catalogue of Life.